# Râul Canuș
Râul Canuș este un curs de apă, afluent al râului Tazlăul Sărat. 